# Onychostenhelia falcifera
Onychostenhelia falcifera is een eenoogkreeftjessoort uit de familie van de Miraciidae. De wetenschappelijke naam van de soort is voor het eerst geldig gepubliceerd in 1979 door Itô.